# ادمزتون (نیوجرسی)
ادمزتون، نیوجرسی (به انگلیسی: Adamston, New Jersey) در ایالات متحده آمریکا است که در نیوجرسی واقع شده‌است.

## خصوصیات
ادمزتون ۳ متر بالاتر از سطح دریا واقع شده‌است.